# Jewgienij Baszkirow
Jewgienij Olegowicz Baszkirow (ros. Евгений Олегович Башкиров, ur. 6 lipca 1991 w Leningradzie) – rosyjski piłkarz grający na pozycji pomocnika w fińskim klubie IF Gnistan. Były młodzieżowy reprezentant Rosji.

## Kariera klubowa
Wychowanek lokalnego Zenitu Petersburg. Był podstawowym pomocnikiem młodzieżowej drużyny Zenitu, która zdobyła mistrzostwo Rosji juniorów. Sezon 2011/2012 opuścił z powodu uszkodzenia więzadeł krzyżowych. W sezonie 2012/2013 został włączony do pierwszej drużyny oraz wypożyczony na okres całego sezonu do grającego w Rosyjskiej Pierwszej Dywizji klubu Tomu Tomsk. Dla zespołu z mroźnej Syberii zadebiutował 26 września 2012 w domowym, przegranym 0:1 meczu Pucharu Rosji z CSKA Moskwa. Ligowy debiut zaliczył 2 października 2012 w wyjazdowym, przegranym 2:0 meczu 14. kolejki ze Spartakiem Nalczyk. Baszkirow w debiutanckim sezonie w Tomskim klubie wyszedł na boisko w 11 meczach Rosyjskiej Pierwszej Dywizji i jednym Pucharu Rosji. W żadnym z meczów nie strzelił bramki.
1 lipca 2013 pomocnik przeniósł się do Tomu na stałe. 9 listopada 2013 strzelił swojego pierwszego gola dla Tomu, trafiając do bramki Lokomotiwu Moskwa w domowym meczu 16. kolejki Priemjer-Ligi, który zakończył się zwycięstwem Tomu 2:0. W sezonie 2013/2014 wybrany najlepszym zawodnikiem Tomu Tomsk. 
W lipcu 2016 jako wolny zawodnik, podpisał kontrakt z Krylją Sowietow Samara. 31 lipca 2016 zadebiutował w nowym klubie w wyjazdowym, przegranym 1:0 meczu 1. kolejki z Terekiem Grozny. 30 lipca 2017 strzelił swoją pierwszą bramkę dla klubu z Samary, w wyjazdowym, wygranym 0:2 meczu z FK Chimki. Początkiem stycznia 2019 samarski klub rozwiązał umowę z Baszkirowem.
31 stycznia 2019 został zawodnikiem Rubina Kazań z którym podpisał półtoraroczny kontrakt. Dla Czerwono-zielonych zadebiutował 2 marca 2019 w domowym, wygranym 1:0 meczu 18. kolejki z Achmatem Grozny. 3 maja 2019 strzelił pierwszego gola w barwach Rubina podczas domowego, wygranego 2:0 spotkania z FK Orenburg. 24 lutego 2020 jego kontrakt został rozwiązany za porozumieniem stron.
Już dwa dni później, bo 26 lutego 2020 związał się z Zagłębiem Lubin kontraktem do końca sezonu 2019/2020 z opcją przedłużenia o rok. Dla Miedziowych zadebiutował 1 marca 2020 w domowym, wygranym 3:1 meczu 24. kolejki  Ekstraklasy ze Śląskiem Wrocław, a więc w dolnośląskich derbach. Pierwszą bramkę dla lubińskiego klubu zdobył 26 czerwca 2020, w domowym, wygranym 2:1 meczu 33. kolejki z Koroną Kielce. W tym meczu strzelił również drugiego gola i przez kibiców został wybrany zawodnikiem meczu. 6 maja 2020, przedłużył swój kontrakt do czerwca 2022, czyli końca sezonu 2021/2022.

## Kariera reprezentacyjna
Baszkirow reprezentował swój kraj w latach 2009–2010, w reprezentacji do lat 19. Został powołany na mecz towarzyski z Finlandią U-19 przez Andrieja Tałałajewa. Zadebiutował 2 września 2009 w wygranym 2:1 meczu z Finlandią U-19, w którym strzelił również swojego pierwszego gola w młodzieżówce. Łącznie w kadrze Rosji U-19 rozegrał 8 spotkań w których strzelił 5 goli.

## Statystyki kariery
(aktualne na dzień 8 września 2021)
| Klub                   | Sezon              | Liga               | Liga  | Liga   | Puchar kraju | Puchar kraju | Kontynentalne | Kontynentalne | Suma  | Suma   |
| Klub                   | Sezon              | Liga               | Mecze | Bramki | Mecze        | Bramki       | Mecze         | Bramki        | Mecze | Bramki |
| ---------------------- | ------------------ | ------------------ | ----- | ------ | ------------ | ------------ | ------------- | ------------- | ----- | ------ |
| Zenit Petersburg       | 2012/13            | Priemjer-Liga      | 0     | 0      | 0            | 0            | 0             | 0             | 0     | 0      |
| Tom Tomsk (wyp.)       | 2012/13            | FNL                | 11    | 0      | 1            | 0            | –             | –             | 12    | 0      |
| Tom Tomsk              | 2013/14            | Priemjer-Liga      | 22    | 1      | 2            | 0            | –             | –             | 24    | 1      |
| Tom Tomsk              | 2014/15            | FNL                | 33    | 3      | 1            | 0            | –             | –             | 34    | 3      |
| Tom Tomsk              | 2015/16            | FNL                | 30    | 0      | 1            | 0            | –             | –             | 31    | 0      |
| Tom Tomsk              | Łącznie            | Łącznie            | 96    | 4      | 5            | 0            | 0             | 0             | 101   | 4      |
| Krylja Sowietow Samara | 2016/17            | Priemjer-Liga      | 22    | 0      | 1            | 0            | –             | –             | 23    | 0      |
| Krylja Sowietow Samara | 2017/18            | FNL                | 32    | 1      | 3            | 1            | –             | –             | 35    | 2      |
| Krylja Sowietow Samara | 2018/19            | Priemjer-Liga      | 13    | 0      | 2            | 0            | –             | –             | 15    | 0      |
| Krylja Sowietow Samara | Łącznie            | Łącznie            | 67    | 1      | 6            | 1            | 0             | 0             | 73    | 2      |
| Rubin Kazań            | 2018/19            | Priemjer-Liga      | 12    | 1      | 1            | 0            | –             | –             | 13    | 1      |
| Rubin Kazań            | 2019/20            | Priemjer-Liga      | 11    | 1      | 1            | 0            | –             | –             | 12    | 1      |
| Rubin Kazań            | Łącznie            | Łącznie            | 23    | 2      | 2            | 0            | 0             | 0             | 25    | 2      |
| Zagłębie Lubin         | 2019/20            | Ekstraklasa        | 12    | 2      | 0            | 0            | –             | –             | 12    | 2      |
| Zagłębie Lubin         | 2020/21            | Ekstraklasa        | 25    | 1      | 2            | 1            | –             | –             | 27    | 2      |
| Zagłębie Lubin         | 2021/22            | Ekstraklasa        | 4     | 0      | 0            | 0            | –             | –             | 4     | 0      |
| Zagłębie Lubin         | Łącznie            | Łącznie            | 41    | 3      | 2            | 1            | 0             | 0             | 43    | 4      |
| Ogólnie w karierze     | Ogólnie w karierze | Ogólnie w karierze | 227   | 10     | 15           | 2            | 0             | 0             | 242   | 12     |

## Życie prywatne
W 2004 wystąpił w teleturnieju „Co? Gdzie? Kiedy?” reprezentując zespół widzów. Znawca (mistrz gry) Aleksandr Druź nie potrafił poprawnie odpowiedzieć na jego pytanie, więc zgodnie z zasadami gry, Baszkirow otrzymał 29 620 rubli.
Ukończył dziennikarstwo na Petersburskim Uniwersytecie Państwowym. Dziennikarstwem zainteresował się już w latach dziecięcych, kiedy to nagrywał wywiady z kolegami ze akademii piłkarskiej, na dyktafon podarowany przez matkę. Interesuje się kulturą, podróżami i sztuką. Pisze poezję, swój pierwszy wiersz napisał jako piętnastolatek. Autor podkastu Horyzont Zdarzeń (ros. Горизонт Событий). Jego ulubionym miejscem jest Albertina w Wiedniu.

### Kontrowersje
W październiku 2018 Baszkirow został zatrzymany przez patrol drogówki za prowadzenie samochodu pod wpływem alkoholu.